# Cónsul romano
El cónsul (en latín: consul) era el magistrado de más alto rango de la República romana. El cargo era anual y colegiado, y se elegía a dos cónsules cada año entre ciudadanos mayores de cuarenta y dos años. Su cometido era la dirección del Estado y, especialmente, del ejército en campaña. Proponía y hacía cumplir las leyes, garantizaba la seguridad e integridad territorial como comandante supremo de las legiones y defendía los intereses de Roma como su representante diplomático. También tenía el derecho y el deber de controlar a los magistrados de rango menor para que no se excedieran en sus funciones y, si era necesario, juzgarlos y castigarlos. Tras la transición de la república al imperio, los cónsules se convirtieron en una figura meramente representativa de la herencia de la Roma republicana, ostentando muy poco poder y autoridad, ya que el emperador actuaba como líder supremo.
Los cónsules eran seleccionados en los comicios centuriados, su mandato empezaba el 15 de marzo, fecha que posteriormente se cambió al 1 de enero. De los dos cónsules elegidos el que más votos obtenía era el primer cónsul (senior), y el que le seguía en votos era el segundo cónsul (junior). 

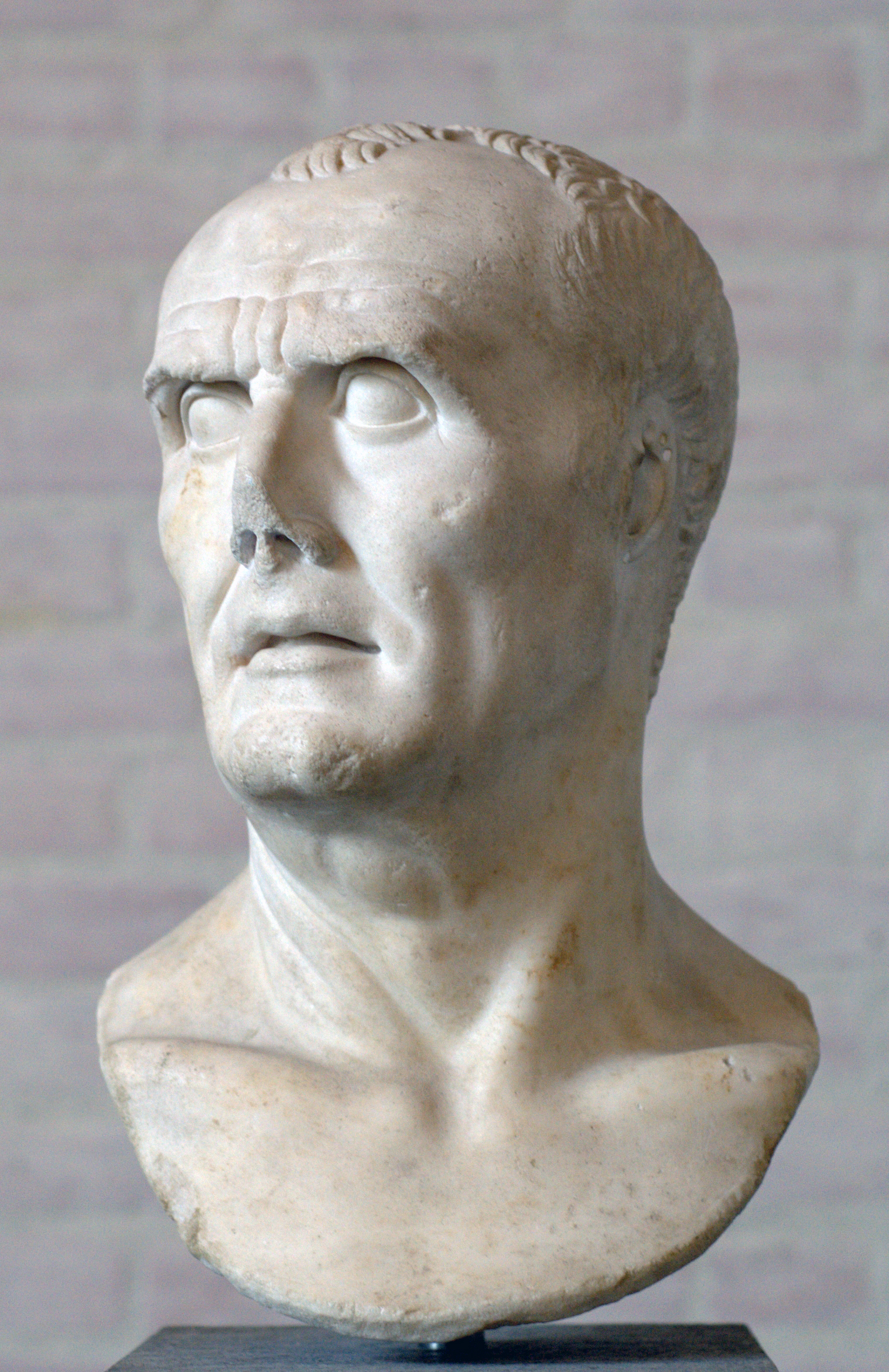
Busto romano de época augústea atribuido tradicionalmente a Cayo Mario

A lo largo de la República, en ocasiones se dio el nombramiento in absentia, que sucedía cuando la persona propuesta para el cargo de cónsul se hallaba fuera de Roma en esos momentos, un ejemplo es el de Cayo Mario, que fue elegido de esta manera para su segundo, tercer y cuarto consulado en los años 104, 103 y 102 a. C. Durante la monarquía el poder del cónsul era menor que el del rey, aunque más tarde fue adquiriendo más importancia, aun así siempre dependió del Senado. Los cónsules eran jefes del poder ejecutivo y religioso, además de estar dotados de imperium. 
Una vez elegidos los dos cónsules, el senior era el primero en ejercer durante el mes de enero, en ese tiempo podía sacar los fasces, mientras que el junior ejercía de observador. Durante febrero era este último quien hacía uso de los fasces y, de este modo, se iban turnando cada mes durante todo el año. Estos fasces eran portados en manos de los cónsules como signo del poder (imperium) consular. Fuera de los muros de la ciudad, donde los cónsules, como comandantes supremos, tenían plenos poderes, a los fasces se le agregaban hachas.
Los cónsules estaban dotados de imperium (grado de autoridad propia de su cargo), y este tenía tanto valor en Roma como en todas sus provincias, hasta el punto que superaba al imperium de los gobernadores de las mismas. En ocasiones este poder no era efectivo, puesto que ambos cónsules tenían que estar de acuerdo y tenían derecho de veto sobre las decisiones del otro.

## Historia y evolución del cargo

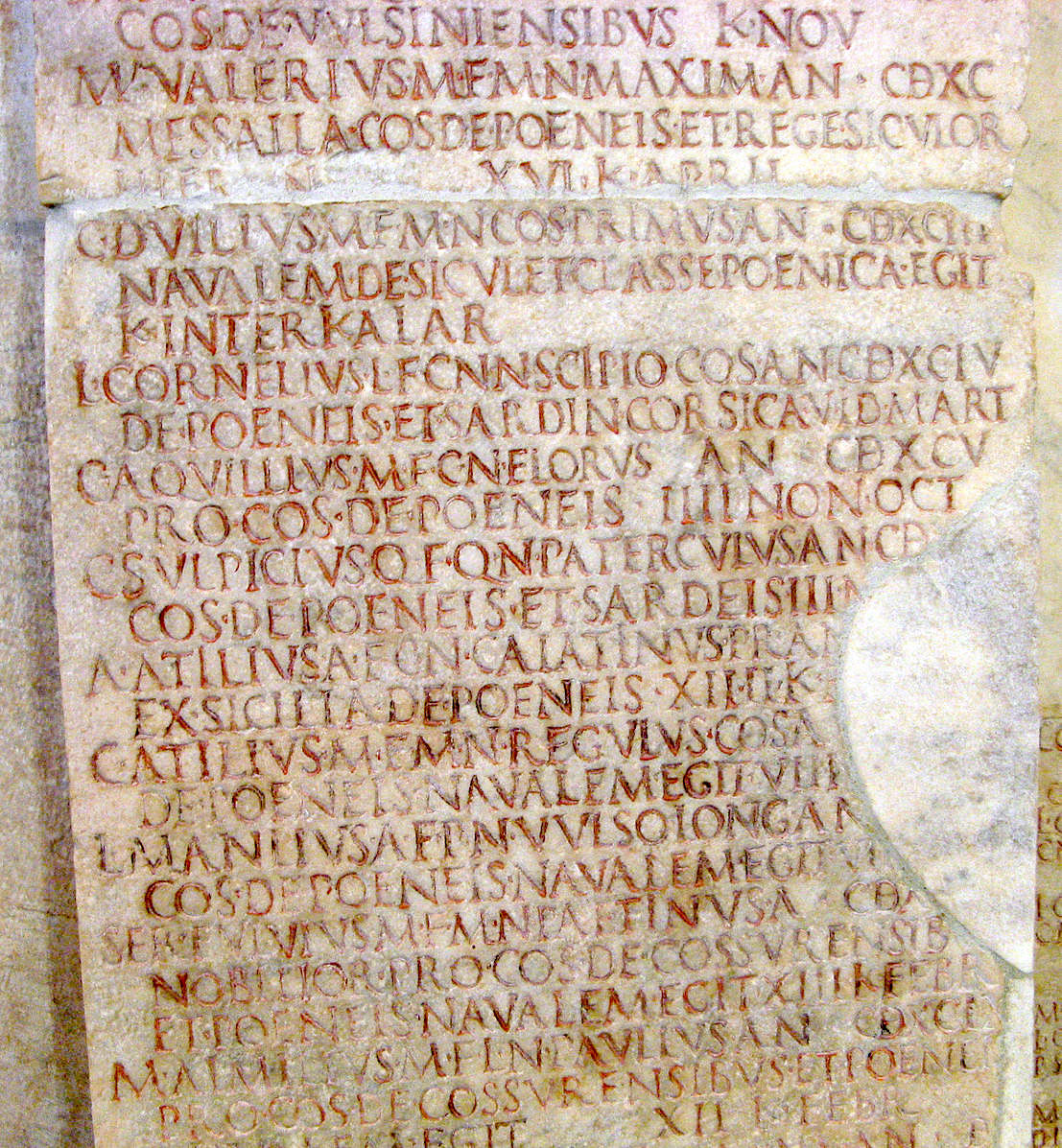
Los Fasti Triunphalis Capitolini con los cónsules y los Triunfos de la II Guerra Púnica

Originalmente, a los cónsules se les llamó pretores ('caudillos'), haciendo referencia a sus obligaciones como comandantes supremos del ejército de Roma. En el 305 a. C., el nombre del cargo se cambió a cónsul ('cónsules', literalmente «los que caminan juntos») haciendo referencia a que era un cargo colegiado. El Consulado fue establecido desde los inicios de la República romana en 509 a. C., cuando los cónsules tenían extensas capacidades en tiempos de paz (administrativas, legislativas y judiciales), y en tiempos de guerra, en que el cónsul era general en jefe de los ejércitos. Tenían también un alcance religioso importante.
Progresivamente van perdiendo atribuciones: primero, algunas facultades judiciales, civiles y criminales (delegadas en cuestores o decenviros nombrados en cada caso); después, sus decisiones debieron ser refrendadas por el Senado; luego pierden la administración del Tesoro (en favor de los cuestores) y la de los archivos públicos; más tarde perdieron el control de las arcas del ejército (en favor de los cuestores militares); posteriormente, pierden sus funciones de censor (en favor de los censores) y de nombrar las vacantes del Senado (también atribuidas a los censores); perdieron la facultad de nombrar cuestores (que pasó a los comicios tribunados) y las otras atribuciones judiciales (en favor del pretor); a la postre las competencias sobre fiestas, policía y mercados (en favor de los ediles curules), y también la facultad de nombrar al dictador (que pasó al Senado). Finalmente, solamente conservaban una parte del Poder legislativo y el mando del ejército.
Las funciones de los cónsules, al aumentar el territorio, hubieron de ser delegadas a cada provincia: primero en cuestores insulares con funciones consulares (en las islas desde el 227 a. C.), y después con la figura del procónsul (o propretor) para Hispania Citerior, Hispania Ulterior, Galia Cisalpina, Galia transalpina, Mauritania, África. Con el Imperio, el número de provincias se acrecentó notablemente.
En 190 a. C. se estableció que para acceder al consulado debía haberse pasado con anterioridad por las magistraturas inferiores, con un tiempo de inactividad prefijado entre cada magistratura (véase cursus honorum). Como ocurrió con la censura, esta disposición hizo que el consulado fuera accesible casi en exclusividad a la aristocracia.
Los cónsules fueron patricios hasta las Leyes del 367 a. C. (387 de Roma). Estas Leyes fueron las Licinias, las "Leges Liciniae-Sextiae", que habían sido propuestas por los tribunos de la plebe Gayo Licinio y Lucio Sextio. La promulgación de estas leyes supusieron un gran triunfo de los plebeyos sobre los patricios. De 387 a 412 de Roma la cuestión es debatida, con alternativas; de 412 a 581 de Roma, hubo un cónsul patricio y uno plebeyo; desde 582 de Roma, ostentaron el cargo, bien un patricio y un plebeyo o bien dos plebeyos, y nunca dos patricios. 
Con la reunificación de la pars occidentalis con la pars orientalis del Imperio bajo Zenón, los reyes occidentales recibieron los cargos de cónsules de las respectivas provincias en las que se habían asentado, con el fin de administrarlas en el nombre del emperador.
Cabe recordar que Belisario fue nombrado cónsul único en el año 534, y fue uno de los últimos individuos en ocupar este puesto que para entonces ya era meramente simbólico, reliquia de la antigua República romana. El emperador Justiniano I abolió el consulado en 541, aunque el cargo fue posteriormente revivido por Justino II en 566, convirtiéndolo en parte del título imperial. El cargo de cónsul, que continuó una mera legalidad decorativa, fue definitivamente abolido por León VI el Sabio a inicios del siglo X, cuando decretó su Basilika.

## Cónsul sustituto (consul suffectus)

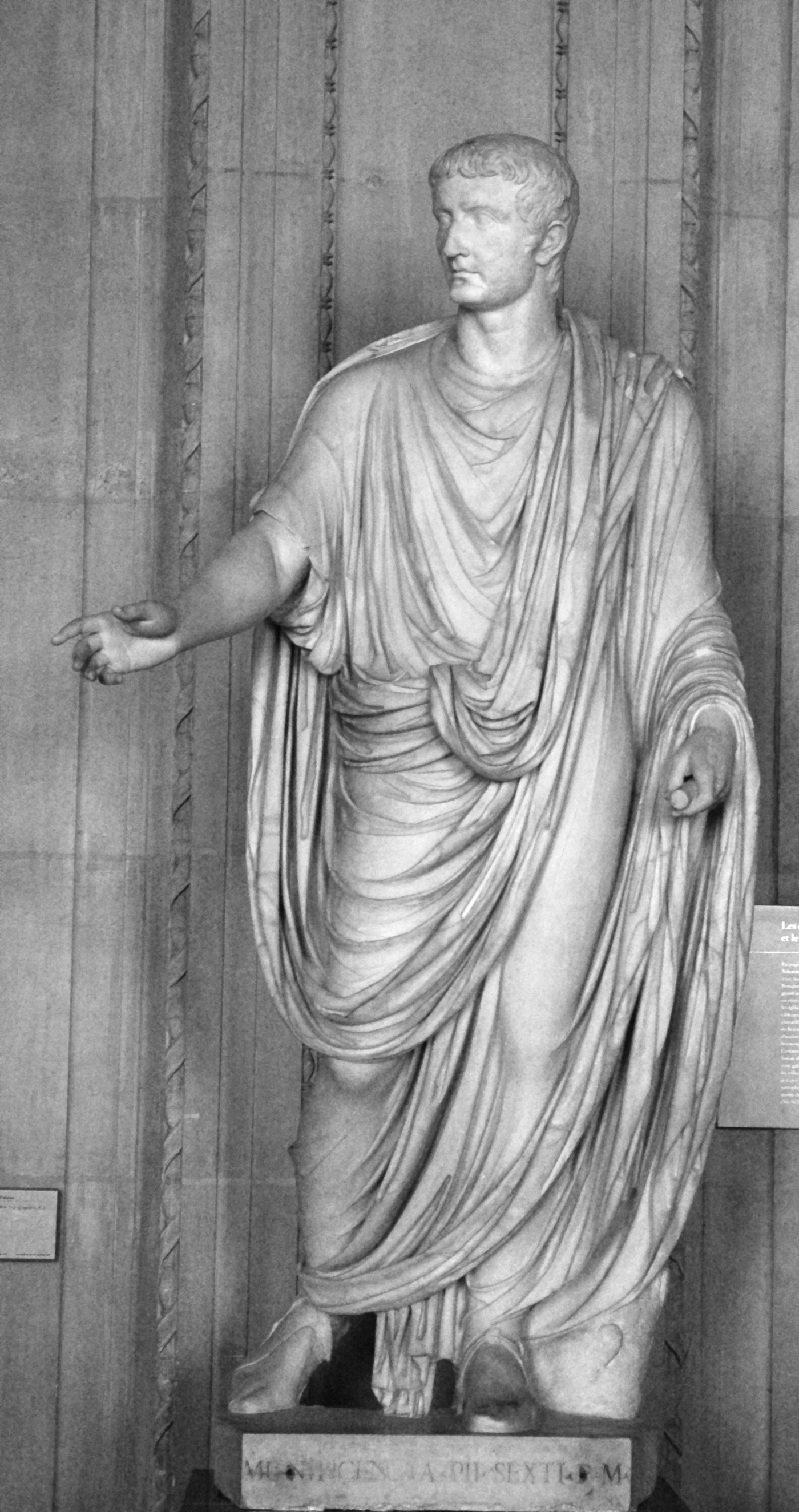
El emperador romano Tiberio representado como Cónsul, estatua conservada en el Museo del Louvre.

Es un sustituto nombrado por el Senado cuando un cónsul moría en el año de su ejercicio o se veía incapacitado. No siempre se hizo la sustitución; a veces el cargo quedó vacante, aun cuando faltaran varios meses para concluir el año de mandato. El nombre del consul suffectus se añadía a la lista de cónsules de Roma como uno más, adquiriendo de inmediato la categoría consular.
La cámara del Senado requería la presencia del otro cónsul para nombrar a un sustituto. Se dio el caso en el año 90 a. C. de la gran impotencia de la cámara cuando habiendo muerto el cónsul Publio Ruilio Lupo, su colega Lucio Julio César se negó a acudir a Roma para el nombramiento del sustituto por estar luchando contra los aliados itálicos.
El nombre del cónsul sustituto elegido se inscribía en los Fasti consulares (lista de cónsules) y además esta persona tenía derecho a la categoría de consular como el resto de los cónsules.
Durante el Imperio, se extendió la costumbre de nombrar varios consules suffecti para reemplazar a los ordinarii y disponer así de más personas para ocupar gobiernos provinciales o legados militares.

## Cónsulesprioryposterior
El cónsul nombrado en primer lugar en las listas era identificado como consul prior, mientras que el otro era llamado cónsul posterior. La autoridad de ambos cónsules era la misma y sus funciones se repartían de forma alternativa. Existen pruebas de que, durante la República tardía, el cónsul elegido con más votos se convertía en consul prior, y el cónsul elegido en primer lugar también podía haber sido el primero del año en ostentar fasces (tener precedencia), pero las evidencias no son concluyentes. Las fuentes que se conservan sobre el orden de los cónsules a principios de la República muestran cierto grado de conflicto en algo menos de la mitad de los casos. Lily Ross Taylor sostiene que el emperador Augusto falsificó algunos de los registros con el fin de dar prominencia a varias familias, y que el orden de los cónsules según el historiador Livio es el más fiable. Drummond no está de acuerdo: sostiene que el propio Livio cambia el orden correcto a veces con fines literarios, y que las entradas discrepantes en las fuentes son más probablemente el resultado de su negligencia. Aunque probablemente exista un orden "correcto" para todos los cónsules de la República, o al menos una tradición subyacente que lo informe, ninguna fuente conservada parece ser más fiable que otra en un grado significativo.
Cuando el emperador asumía el consulado, era necesariamente consul prior. Esta distinción se mantuvo hasta el siglo IV, cuando el Imperio se dividió en Imperio romano de Occidente e Imperio romano de Oriente: los cónsules nombrados por la corte del Imperio de Occidente, que a veces estaba en Roma, se identifican comúnmente como "cónsules occidentales" y los nombrados por la corte de Oriente, normalmente en Constantinopla, como "cónsules orientales". Estas denominaciones se utilizaron hasta el final del consulado en el siglo VI.
En algunos casos, en sentido extenso, para referirse a un antiguo cónsul que ya no estaba en ejercicio, se le denominaba consul posterior.

## Consular
Todo aquel que había sido cónsul entraba en la categoría de consular. Gozaba de una serie de privilegios y de gran estima y respeto por parte del Senado. Se acostumbraba a cederle la palabra antes que a los magistrados más jóvenes. En muchos casos fueron nombrados gobernadores de una provincia con el apelativo de procónsul. También fueron los encargados del abastecimiento de grano.

## Signos externos y vestiduras
Los dos cónsules llevaban una escolta de 12 lictores, una mezcla entre guardia de honor y guardaespaldas, pero solamente durante el año en que les correspondía, como se ha explicado más arriba. Los símbolos externos de su autoridad consistían en las fasces, haces o insignias, que portaban los lictores, y en un cetro de marfil (scipio eburneus) rematado por un águila.
Su vestidura civil ordinaria era la toga praetexta y la túnica laticlavia, adornadas con una franja ancha de púrpura a lo largo o en el borde. En ocasiones especiales, como la celebración de un triumphus, vestían la toga bordada (toga picta, toga palmata). Calzaban también los distintivos calcei senatorii o calcei mullei, también de color rojo oscuro y en su caso adornados con una lúnula de marfil. En la guerra llevaban lorica (coraza), paludamentum (capa por encima de la coraza), campagi (sandalias más cómodas pero lujosamente ornadas) y parazonium (espada corta), como cualquier soldado.

## Epigrafía
En el campo de la epigrafía, la palabra cónsul aparece abreviada como COS. La desaparición de la N se explica por el hecho de que en el latín clásico una N antes de una fricativa se pronuncia como una nasalización de la vocal anterior (lo que significa que cónsul se pronuncia /kõːsul/). Si un cónsul lo fue dos veces, entonces: COS se convierte en COS II; tres veces se convierte en COS III, etc.

## Lista de cónsules
- Lista de cónsules romanos durante la República
- Lista de cónsules romanos durante el Alto Imperio
- Lista de cónsules romanos durante el Bajo Imperio
- Lista de cónsules romanos en año incierto